# Великовский, Самарий Израилевич
Сама́рий Изра́илевич Велико́вский (24 июня 1931, Нижний Новгород — 30 мая 1990, Москва) — советский литературовед, переводчик, исследователь французской литературы и общественной мысли XIX—XX веков. Доктор философских наук (1977).

## Биография
Окончил романо-германское отделение филологического факультета МГУ имени М. В. Ломоносова (1954), защитил кандидатскую диссертацию «Творчество Огюста Барбье (Из истории романтической поэзии во Франции)». Работал в редакции учебников издательства «Прогресс». Член Союза писателей СССР (1965).
С 1970 года и до конца жизни работал в Институте международного рабочего движения АН СССР. В 1974 году в Тбилисском университете защитил докторскую диссертацию («Критика философско-идеологических основ экзистенциалистского миросозерцания во Франции XX века: по материалам наследия А. Камю-мыслителя и писателя»).
Автор литературоведческих трудов о Сартре, Камю и других классиках французской философской мысли.
Умер 30 мая 1990 года. Похоронен на Николо-Архангельском кладбище.

## Сочинения
- Поэты французских революций. 1789—1848. — М.: Изд-во Акад. наук СССР, 1963. — 279 с. — (Научно-популярная серия / Акад. наук СССР).
- …К горизонту всех людей: Путь Поля Элюара. — [М.: Худож. лит., 1968]. — 233 с.
- Грани «несчастного сознания»: Театр, проза, философская эcсеистика, эстетика Альбера Камю. — М.: Искусство, 1973. — 239 с.
- В поисках утраченного смысла: Очерки литературы трагического гуманизма во Франции. — М.: Худож. лит., 1979. — 295 с. — (Литература за рубежом. Век XX).
- В скрещенье лучей: Групповой портрет с Полем Элюаром. — М.: Сов. писатель, 1987. — 399, [1] с.
- Умозрение и словесность: Очерки французской культуры. — М.; СПб.: Университетская книга, 1999. — 710, [1] с. — (Российские Пропилеи: РП).[5]

О Жане-Поле Сартре
- «Жан Поль Сартр о самом себе»
- «Сартр — литературный критик»
- «Путь Сартра-драматурга»

О Камю
- "Проклятые вопросы «Камю»